# Muri bei Bern

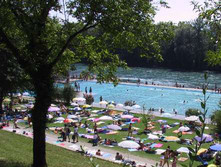
Aarebad Muri mit Aare im Hintergrund

Muri bei Bern (oft auch Muri-Gümligen) ist eine politische Gemeinde im Verwaltungskreis Bern-Mittelland des Kantons Bern in der Schweiz.

## Geografie
Die Gemeinde setzt sich aus zwei klar gegliederten Teilen zusammen, die bevölkerungsmässig mit je ca. 6'000 Einwohnern gleich gross sind. Es sind dies die Ortschaft Muri, welche der Gemeinde seit alters den Namen gab, und die Ortschaft Gümligen.
Die Fläche des Gemeindegebiets beträgt 763 ha, davon sind 150 ha bewaldet, 190 ha Äcker und Wiesen und 339 ha Land in der Bauzone. Der höchste Punkt befindet sich auf 741 m auf dem Dentenberg, die tiefste Stelle liegt auf 508 m an der Aare.
Nachbargemeinden sind Allmendingen, Belp, Bern, Kehrsatz, Köniz, Ostermundigen, Stettlen, Vechigen und Worb.

## Geschichte

Muri, Umrissradierung von Johann Ludwig Aberli (1784)

Luftbild (1967)

Funde auf dem Schlosshügel, 1832 bei Ausgrabungen zutage gefördert, weisen nach, dass Muri schon zur Römerzeit besiedelt war. Urkundlich taucht der Name, nach heutigem Wissen, erstmals 1180 als Mure auf, als ein Pfarrer Burkhard aus der Gemeinde mit vermögenden Bürgern Geschäfte tätigte.
Damals gehörte Muri noch zur Herrschaft Geristein, die mehr als 100 Jahre später, 1298, von der Stadt Bern erobert wurde. Die Herrschaft setzte sich aus den vier sogenannten Kirchspielen Bolligen, Muri, Stettlen und Vechigen zusammen. Als die aufstrebende Stadt Bern ihre erste Eroberung machte, liess sie den Gemeinden die überlieferten Rechte unangetastet und legte damit den Grundstein zur weitgehenden bernischen Gemeindeautonomie.
Über Jahrhunderte lebten die Einwohner der Gemeinde in relativ stabilen Verhältnissen, an denen die riesigen Veränderungen der europäischen und schweizerischen Geschichte anscheinend spurlos vorbeizogen.
Eine vollständige strukturelle und gesellschaftliche Umwandlung setzte erst zu Beginn des 20. Jahrhunderts ein. Sie war die Folge der Industrialisierung und des Zuges von der Stadt aufs Land. So wuchs die Einwohnerzahl der Gemeinde im Jahrzehnt 1920–1930 von 2'435 auf 3'938 oder um seither nie mehr erreichte 62 % an.
Nachdem im 20. und 21. Jahrhundert der Name «Muri-Gümligen», der beide Ortschaften der Gemeinde erwähnt, gebräuchlich wurde, entschieden die Muriger Stimmberechtigten am 22. September 2024 gegen die Umbenennung der Gemeinde in «Muri-Gümligen». Der emotional geführte Abstimmungskampf zeigte Spannungen zwischen dem wohlhabenderen Muri mit seinen Villenbezirken und dem ärmeren Gümligen mit seinen Industriequartieren auf.

## Wappen
| Wappen von Muri | Blasonierung: «Gespalten von Schwarz und von Silber, belegt mit einem Zinnenbalken in gewechselten Farben.» |
| Wappen von Muri | Wappenbegründung: Redendes Wappen, in der heutigen Form seit 1730 bekannt.                                  |

### Ortswappen Gümligen
| Wappen von Gümligen | Blasonierung: «Gespalten von Rot und von Gold, belegt mit zwei Lilien in gewechselten Farben.» |
| Wappen von Gümligen | Wappenbegründung: Seit 1950 in Gebrauch. Über den Entwurf, Wahl der Farben und Motive des Wappens ist nichts Näheres bekannt, die Tingierung ist jedoch mit dem Wappen der Familie von Stürler identisch, in deren Besitz sich das Schloss Gümligen 1764 bis 1933 befunden hatte. Die Wahl der Lilien als heraldisches Motiv dürfte Bezug nehmen auf Yolande Martine Gabrielle, Herzogin von Polignac (1749–1793), Favoritin Marie-Antoinettes, die 1789 auf der Flucht einige Zeit auf Schloss Gümligen zu Gast war. Das Wappen der Herzogsfamilie de Chalençon, Duc de Polignac, enthält die Farben Rot, Gold und Schwarz sowie acht goldene Lilien. |

## Sehenswürdigkeiten/Freizeit

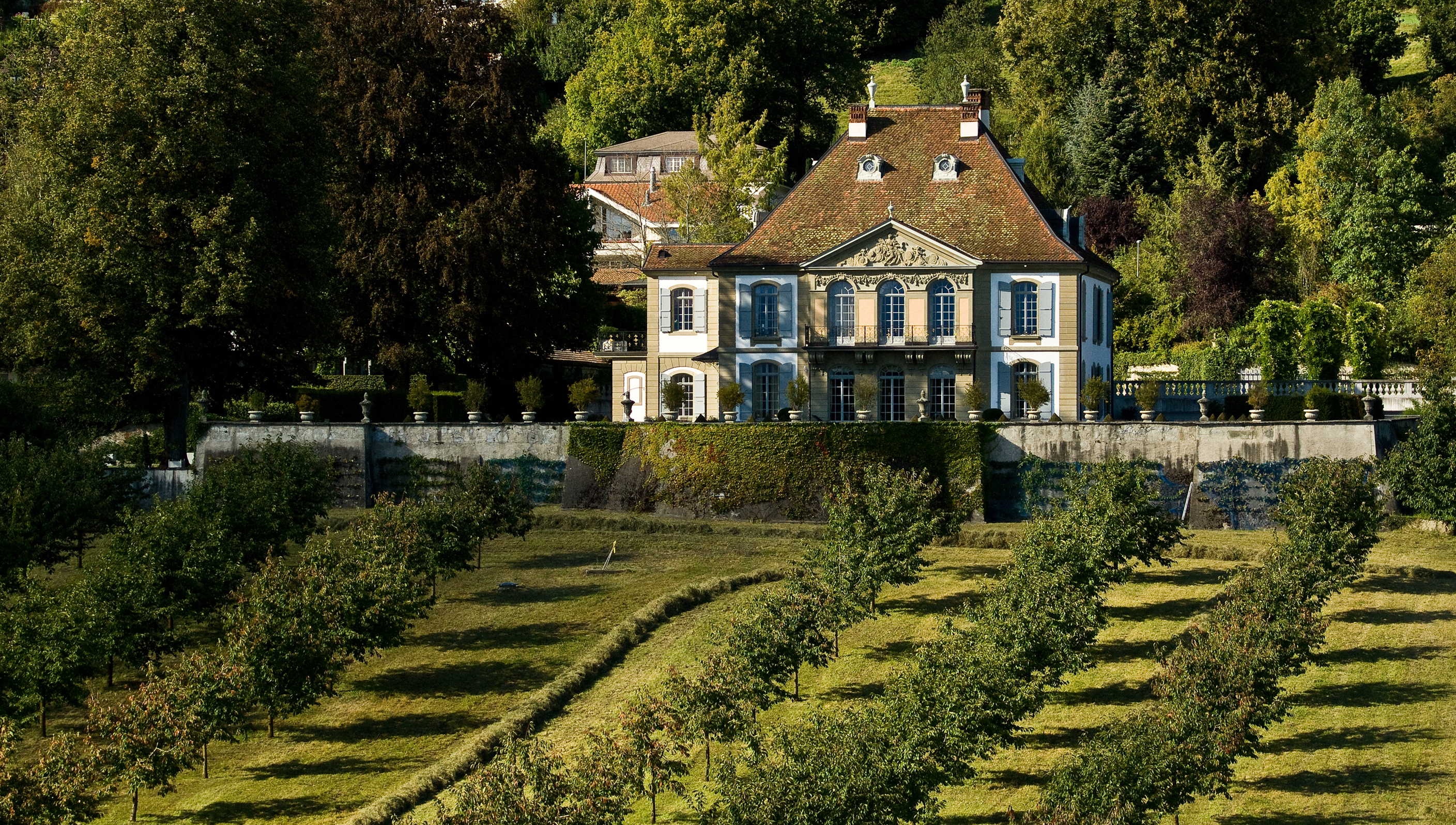
Schloss Gümligen mit Baumgarten (2011)

- Das Aarebad Muri bietet die Möglichkeit, in der Aare zu schwimmen.
- Schloss Muri (Privatbesitz)
- Schloss Gümligen (Privatbesitz)
- Hofgut Gümligen
- Villa Mettlen
- Kirche Muri
- Kirche Gümligen
- Auguetbrücke
- Das Naturschutzgebiet an der Aare dient als Naherholungsgebiet.
- Die Fähre Bodenacker, die Muri mit Kehrsatz verbindet, ist die einzige Fähre zwischen Bern und Thun über die Aare.

## Bevölkerung
Am 31. Dezember 2022 lebten 13'317 Menschen in Muri, bei der Volkszählung 2000 gaben 88,93 % der Bevölkerung Deutsch als Hauptsprache an, 3,05 % Französisch und 1,48 % Englisch. 18,2 % der Einwohner waren zwischen 0 und 19 Jahre alt, 61,3 % zwischen 20 und 64 Jahre und 20,5 % älter als 64 Jahre.
| Jahr      | 1764 | 1850  | 1880  | 1900  | 1930  | 1950  | 1960  | 1970   | 1980   | 1990   | 2000   | 2010   | 2022   |
| Einwohner | 446  | 1'142 | 1'176 | 1'341 | 3'938 | 5'845 | 7'855 | 10'174 | 12'285 | 12'680 | 12'571 | 12'422 | 13'317 |

## Politik

### Grosser Gemeinderat
- Grüne: 3
- SP: 8
- EVP: 1
- Forum/glp: 8
- FDP: 15
- SVP: 5

Der Grosse Gemeinderat ist die Legislative der Gemeinde Muri bei Bern. Er umfasst 40 Mitglieder und wird alle vier Jahre im Proporzsystem gewählt, zuletzt am 24. November 2024:
- FDP.Die Liberalen: 15 Sitze
- SP – Sozialdemokratische Partei: 8 Sitze
- Forum Muri-Gümligen: 8 Sitze
- SVP – Schweizerische Volkspartei: 5 Sitze
- Grüne Muri-Gümligen: 3 Sitze
- EVP – Evangelische Volkspartei: 1 Sitz

### Gemeinderat
Der Gemeinderat ist die Exekutive der Gemeinde Muri bei Bern. Er zählt sieben Mitglieder. Mit Ausnahme des Gemeindepräsidenten (Jan Köbeli, SP, seit 1. Januar 2025) arbeiten die Gemeinderäte nebenamtlich. Der Gemeinderat wird alle vier Jahre im Proporzsystem gewählt (gleichzeitig wie der Grosse Gemeinderat). Der Gemeindepräsident wird im Majorzverfahren gewählt. Seit 2020 herrscht im Gemeinderat eine Mitte-links-Mehrheit (Forum 2, Grüne 1, SP 1, FDP 2, SVP 1). 2024 wurde mit dem Sozialdemokrat Jan Köbeli erstmals ein nicht bürgerlicher Politiker zum Gemeindepräsidenten gewählt.
| Name                         | seit/ab  | Partei | Ressort                                                   |
| ---------------------------- | -------- | ------ | --------------------------------------------------------- |
| Jan Köbeli                   | 2025     | SP     | Gemeindepräsident, Präsidiales, Region, Finanzen, Planung |
| Markus Bärtschi              | (bisher) | SVP    | Sicherheit, Verkehr, Tiefbau                              |
| Laura Bircher                | 2025     | FDP    | Kultur, Sport, Liegenschaftsbetrieb                       |
| Christa Grubwinkler          | (bisher) | FDP    | Bildung                                                   |
| Bernhard Häuselmann          | 2025     | Forum  | Gesundheit, Soziales                                      |
| Carole Klopfstein            | (bisher) | Grüne  | Hochbau                                                   |
| Gabriele Siegenthaler Muinde | (bisher) | Forum  | Umwelt, Energie                                           |

### Nationale Wahlen
Bei den Nationalratswahlen 2023 betrugen die Wähleranteile in Muri bei Bern (in Klammern die Veränderung im Vergleich zu den Wahlen 2019 in Prozentpunkten): FDP 20,75 % (−1,54), SP 20,17 % (+4,22), SVP 17,54 % (−0,20), glp 15,52 % (+1,86), Grüne 10,14 % (−3,87), Mitte 8,75 % (−0,37), EVP 2,98 % (+0,27), EDU 1,58 % (+0,49), Weitere 2,58 % (−0,86).

## Wirtschaft
2006/7 untersuchte der Handels- und Industrieverein des Kantons Bern die wirtschaftlichen Standortqualitäten von 48 grösseren Gemeinden der Agglomerationen Bern und Biel-Seeland. Im 1. Rang war Belp, darauf folgten Ittigen, Köniz und Muri. Muri ist bekannt als «Steuerparadies» des Kantons Bern.
Neuen Unternehmungen stehen Standorte mit genehmigten Überbauungsordnungen zur Verfügung. Die Areale «Bahnhof Gümligen» und «Gümligenfeld» sind kantonale Entwicklungsschwerpunkte. Unternehmen mit Sitz in Muri bei Bern sind die Cisalpino AG (Personenzugverkehr), Haco (Nahrungsmittel), Rehau (Polymerverarbeitung) und die RBA-Holding (Regionalbanken).
1833 wurde die erste Poststelle in Muri errichtet. Im gleichen Jahr entstand durch die Oberpostverwaltung der Republik Bern eine Staatspostablage, welche 1890 in ein Postbüro umgewandelt wurde. 1870 wurde eine Pferdepost zwischen Bern und Muri eingerichtet, welche 1898 eingestellt und durch die Bern-Muri-Worb Bahn ersetzt wurde. Die Poststelle von Muri befindet sich im Mettlengässli 1. Sie soll nach den Plänen der Schweizerischen Post bis spätestens Ende 2028 geschlossen werden.

## Verkehr

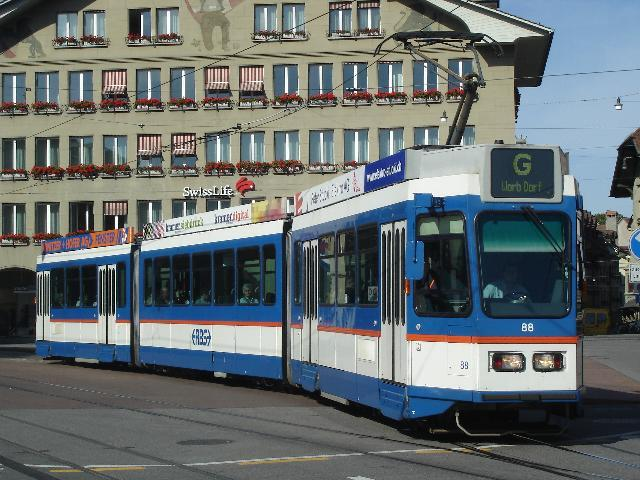
Linie G (heute Tramlinie 6) auf dem Casinoplatz in Bern

Die Gemeinde Muri bei Bern ist sehr gut durch den öffentlichen Verkehr erschlossen. Der Ortsteil Gümligen besitzt einen S-Bahn-Anschluss, sodass man innerhalb von zehn Minuten am Bahnhof Bern ist. Zum Berner Zytglogge dauert die Fahrt von Muri aus mit der Tramlinie 6 ebenfalls zehn Minuten.
- S-Bahn Bern: Linien S1 und S2
- Bernmobil: Tramlinie 6
- RBS: Linien 40 und 44
- Moonliner: Linien M15 und M75
- Publibike
- Autobahn A6 und Zubringer N6M
- Hauptstrasse 6

## Gemeindebetriebe Muri bei Bern
Die Gemeindebetriebe Muri sind beim Wasserverbund Region Bern angeschlossen. Das Abwasser wird in einem Mischsystem der ARA Region Bern zugeführt oder bei Starkregen auch direkt in die Aare entlastet.

## Bildung

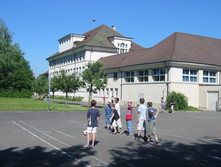
Schulanlage Seidenberg

In der Gemeinde Muri bei Bern gibt es sechs Schulhäuser (Volksschule). Daneben existieren drei Privatschulen, die im Unterricht den obligatorischen Schulstoff in englischer und französischer Sprache vermitteln. Eine davon ist die International School of Berne.

## Sport
Der Handballverein BSV Bern spielt in der Nationalliga A der Swiss Handball League. Seine Heimspiele trägt der Verein in der Mobiliar Arena in Gümligen aus.
Fussballerisch gibt es den Verein FC Muri-Gümligen, der in der 2. Liga interregional spielt. Ausserdem befindet sich der Hauptsitz des Schweizerischen Fussballverbands, das Haus des Schweizer Fussballs, in Muri.

## Persönlichkeiten
- Johannes Huldrich Ragor (1534–1604), Pfarrer im Ort
- Ludwig Ferdinand Schmid (1823–1888), Pseudonym Dranmor, Dichter, wurde in Muri geboren
- Adrian von Arx (1847–1919), Jurist, Politiker und Autor, wurde in Muri geboren
- Eduard Boss (1873–1958), Maler und Zeichner, wurde in Muri geboren
- Michael von Freudenreich (1886–1957), Kapitänleutnant der Kaiserlichen Marine, Luftschiffkommandant und Industrieller, in Muri geboren
- Fred Stauffer (1892–1980), Maler, Zeichner und Grafiker, wurde in Gümligen geboren
- Hans Oprecht (1894–1978), Politiker (SP) und Gewerkschafter, wurde in Muri geboren
- Hans Studer (1911–1984), Komponist, Chorleiter und Organist, wurde in Muri geboren
- Hermann Werder (1901–1984), Arzt, wohnte und starb in Muri
- Hermann von Fischer (1926–2015), Architekt und Kunsthistoriker, lebte in Muri
- Arthur Loosli (1926–2021), Konzertsänger und Kunstmaler, lebte in Muri
- Werner Martignoni (1927–2024), Politiker (BGB, später SVP), wurde in Muri geboren
- Walter Vogt (1927–1988), Schriftsteller und Psychiater, wohnte und starb in Muri
- Lilly Keller (1929–2018), Künstlerin, wurde in Muri geboren
- Christian Wägli (1934–2019), Leichtathlet, wurde in Muri geboren
- Etienne Jornod (* 1953), Unternehmer und Manager, lebt in Muri
- Johannes Matyassy (* 1957), Politiker (FDP) und ehemaliger Diplomat, lebt in Muri
- Roland Näf (* 1957), Grossrat (SP), lebt in Muri
- Mark Streit (* 1977), ehemaliger Eishockeyspieler, lebt in Muri

## Bilder

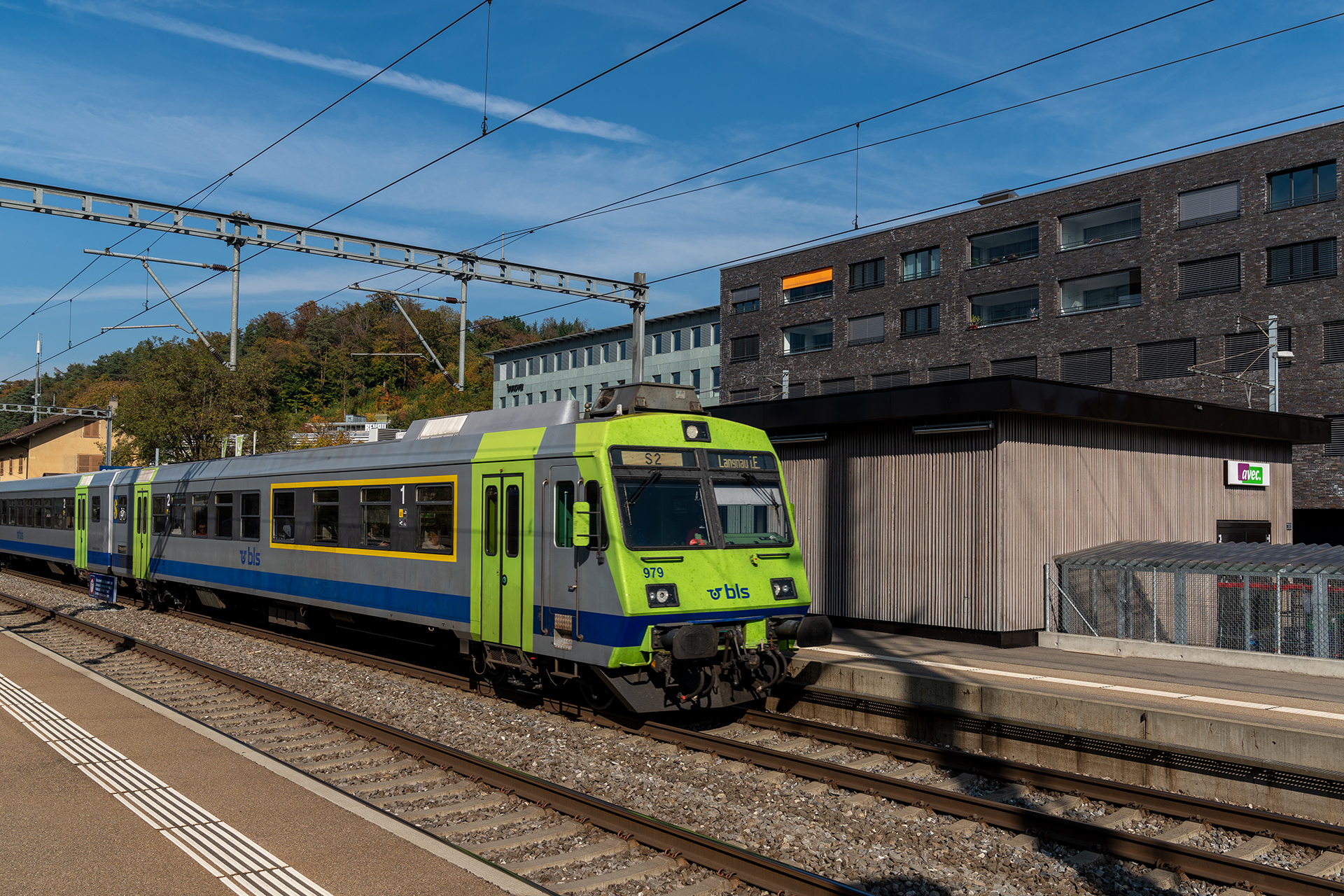
Bahnhof BLS Gümligen
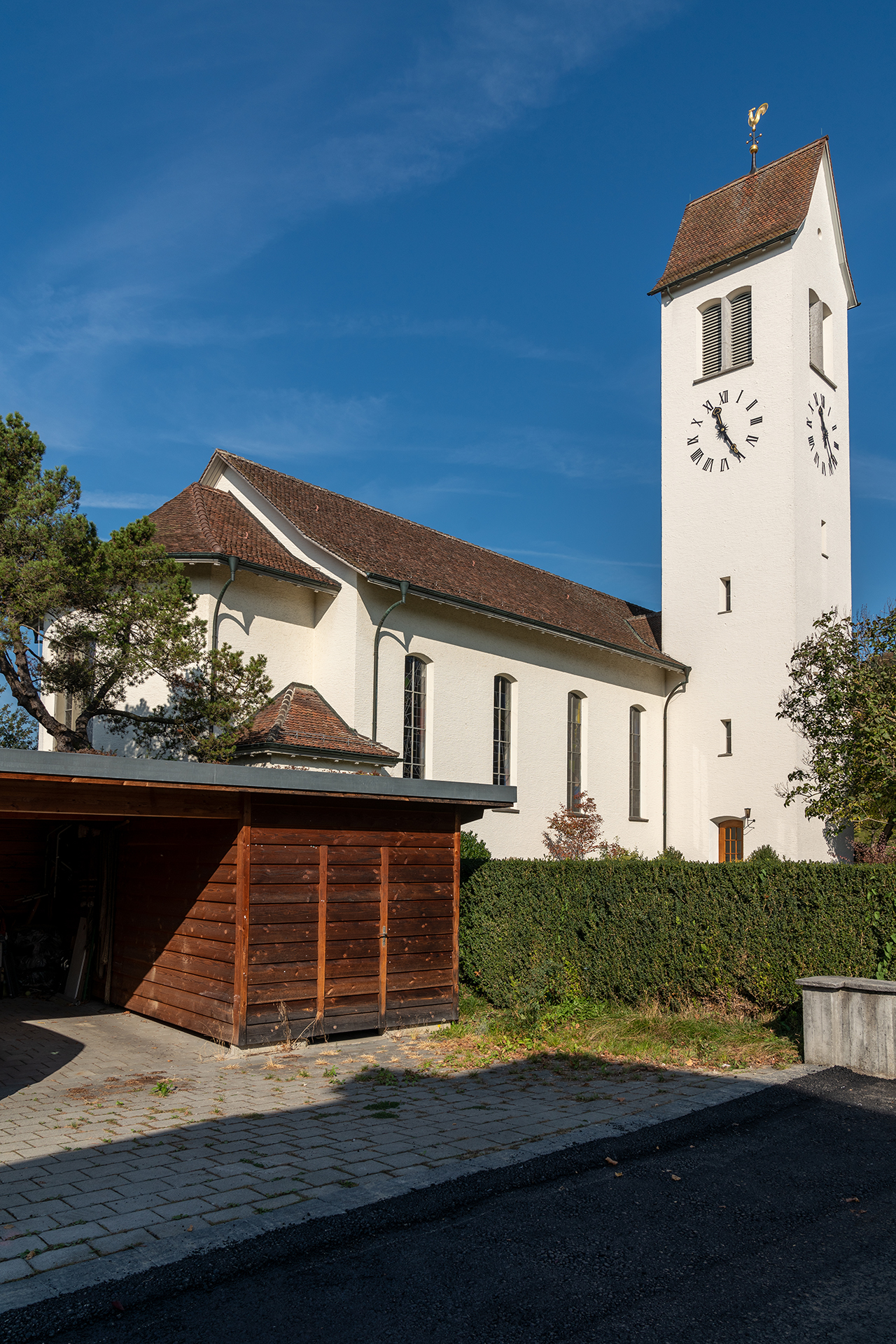
Reformierte Kirche Gümligen
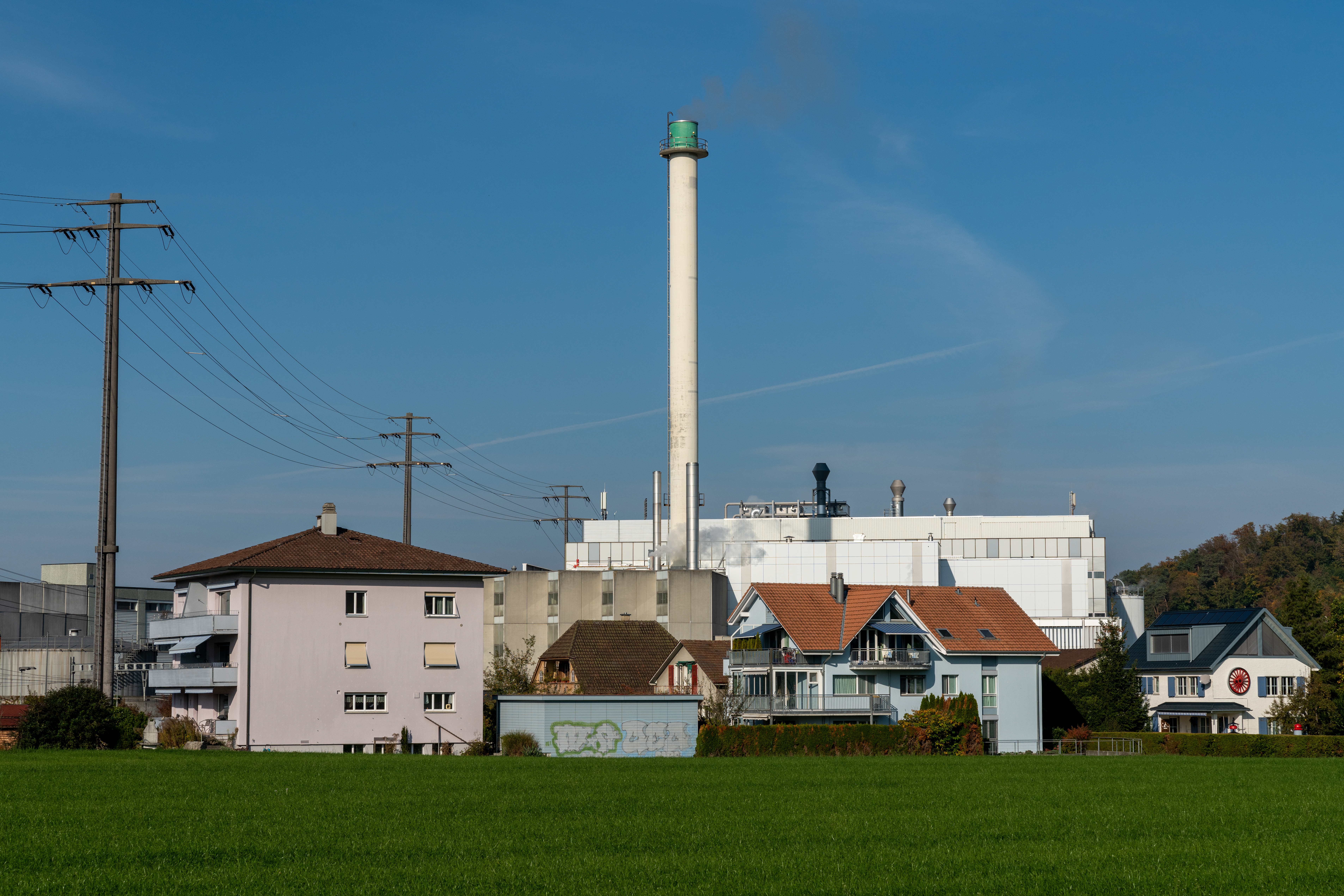
Haco Swiss
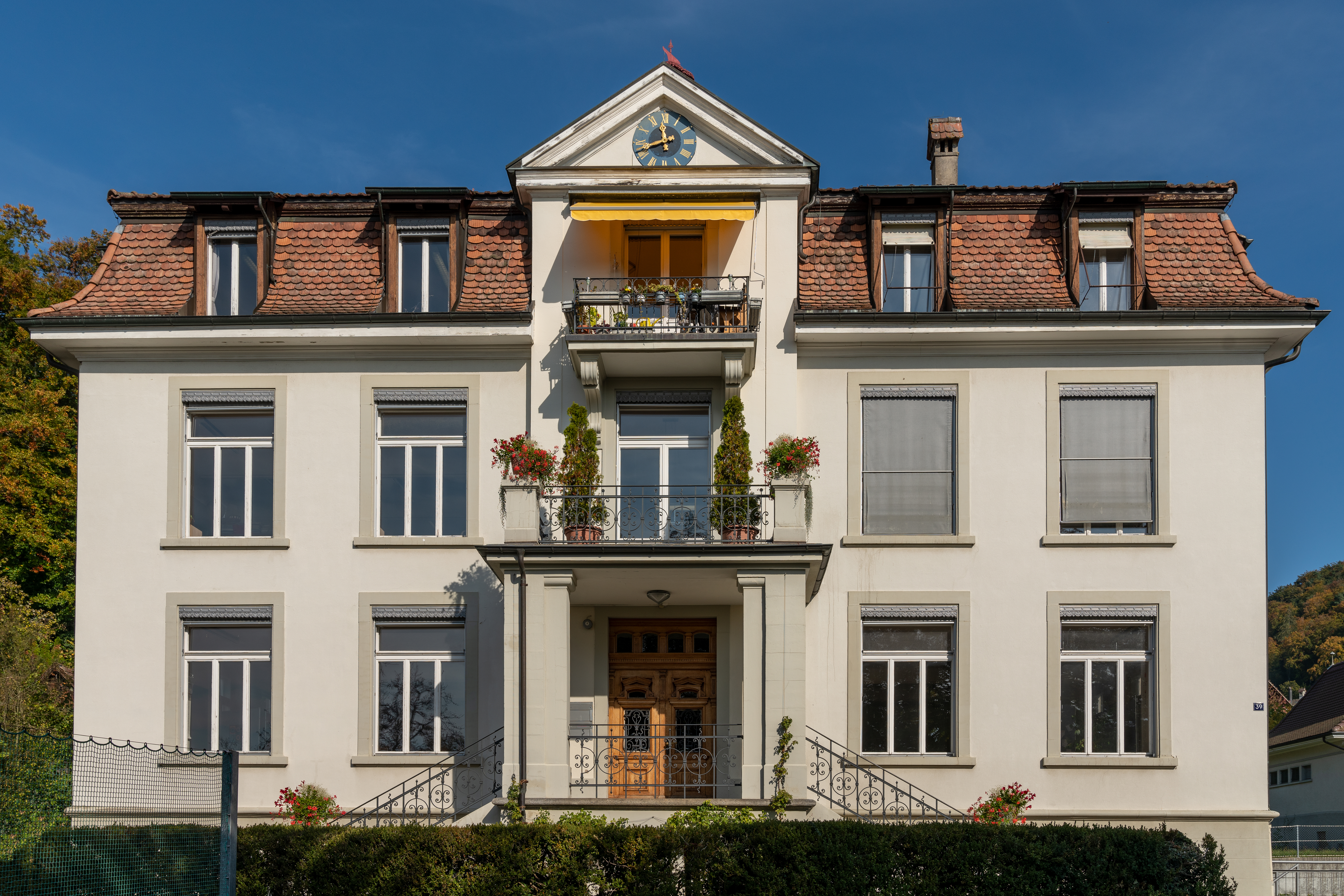
Schulhaus Dorf
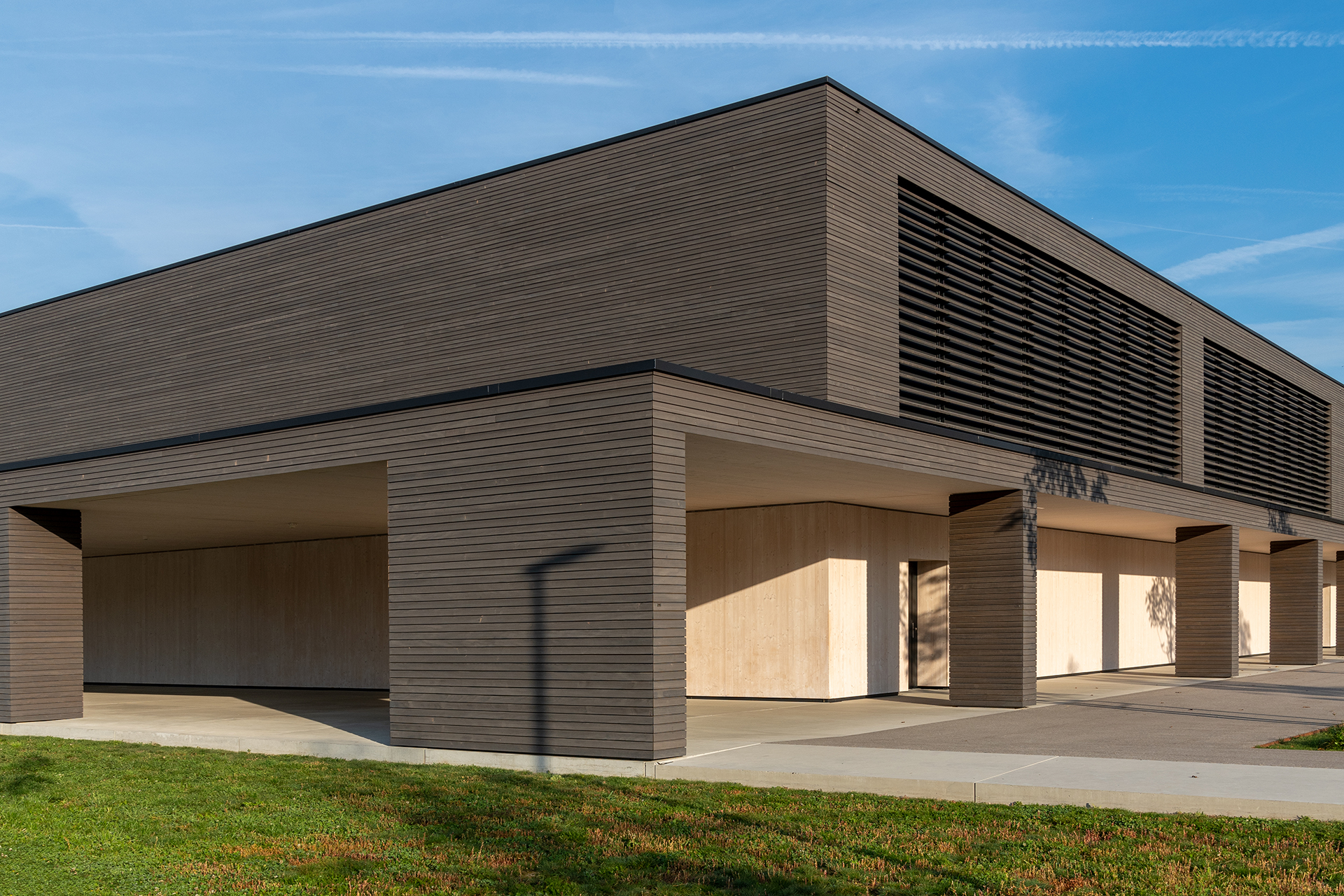
International School of Berne